# میان‌ده (جیرفت)
میان ده روستایی در دهستان دولت‌آباد بخش مرکزی شهرستان جیرفت استان کرمان ایران است.

## جمعیت
بر پایه سرشماری عمومی نفوس و مسکن در سال ۱۳۹۵ جمعیت این مکان ۱٬۰۰۴ نفر (۳۱۱خانوار) بوده‌است.